# Stoomcarrousel (Efteling)
De Stoomcarrousel is een attractie in het Nederlandse attractiepark de Efteling in Kaatsheuvel. De attractie is een traditionele stoomcarrousel die in 1956 door de Efteling werd aangekocht. De carrousel stamde oorspronkelijk uit 1895 en was eigendom van de familie Janvier uit Bergen op Zoom, die de carrousel zelf had gebouwd uit losse onderdelen en er tot dan toe mee had rondgereisd op de Nederlandse kermissen. De carrousel is van een authentiek draaiorgel van de firma Gavioli uit hetzelfde jaar als de carrousel zelf en een stoommachine die gebouwd is door de firma Konings uit Swalmen. De carrousel wordt echter al sinds 1944 elektrisch aangedreven. 
Het gebouw waarin de Stoomcarrousel in de Efteling is ondergebracht, staat bekend als het Carrouselpaleis. De carrousel vormt zelf het middelpunt van dit gebouw, waarin daarnaast nog drie andere attracties zijn ondergebracht:  het Diorama (1971), het Victoriaans Theater (1972) en het Waterorgel (1966-2010). 

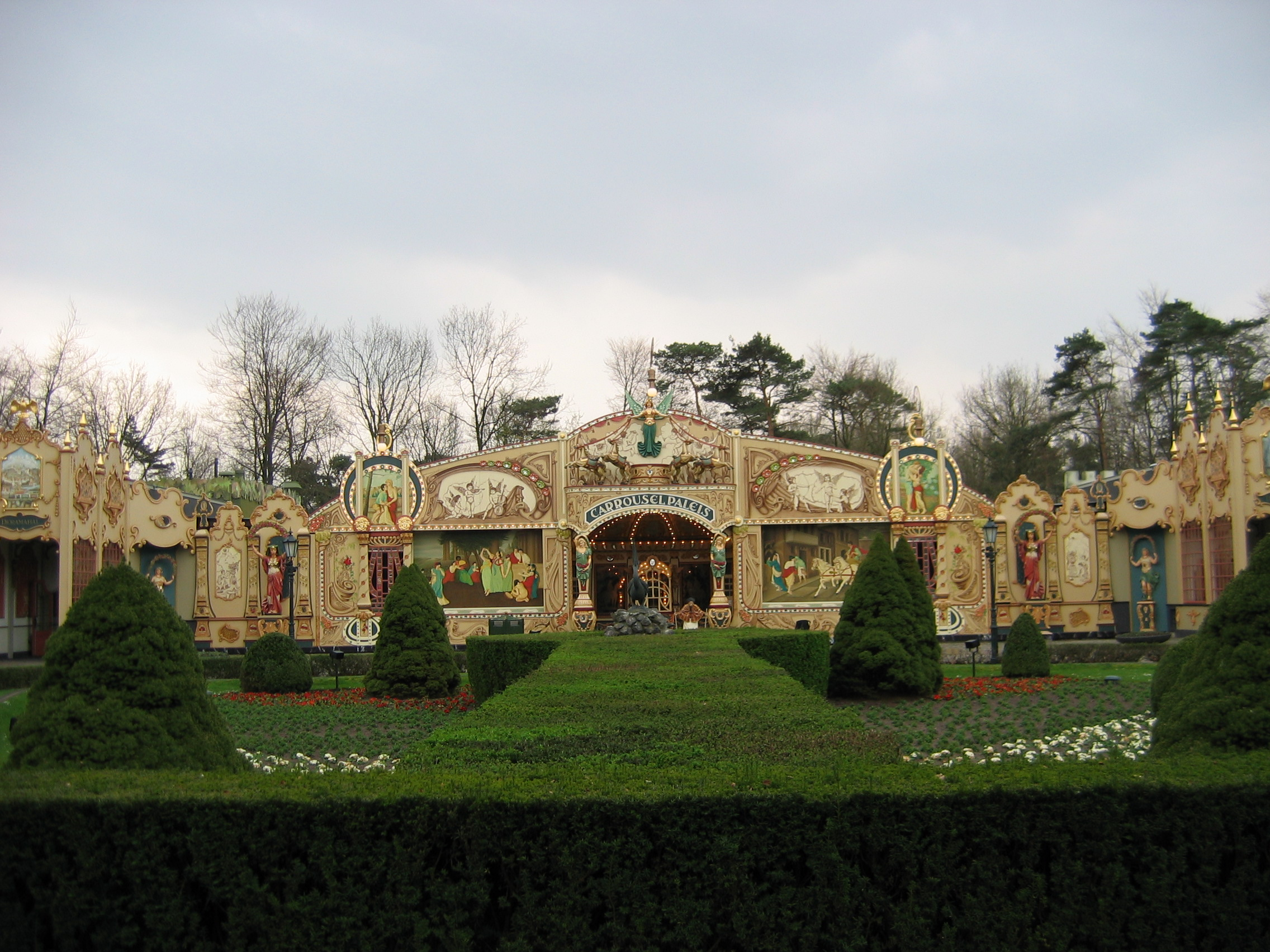
Het exterieur van het Carrouselpaleis

Lijst van attracties in de Efteling · Lijst van sprookjes in de Efteling · Afbeeldingen